# Michael Schäfer (Leichtathlet, 1977)
Michael Schäfer (* 8. Mai 1977 in Ludwigshafen am Rhein) ist ein ehemaliger deutscher Leichtathlet.
Er wurde 1998 in Berlin mit der Mannheimer 4-mal-100-Meter-Staffel (Michael Schäfer, Jérôme Crews, Andreas Schofer, Patrick Weimer) in 39,51 s Deutscher Meister. Bei den U23-Europameisterschaften in Göteborg gewann er 1999 mit der deutschen 4-mal-100-Meter-Staffel (Alexander Kosenkow, Stefan Holz, Michael Schäfer, Falk Schrader) in 39,69 s die Bronzemedaille.
Schäfer startete für die MTG Mannheim. Seine persönliche Bestzeit über 100 Meter stellte er mit 10,54 s 1999 in Erfurt auf, im selben Jahr lief er in Heidelberg die 200 Meter in 21,17 s.